# Umberto D’Orsi
Umberto D’Orsi (* 30. Juli 1929 in Triest; † 31. August 1976 in Rom) war ein italienischer Schauspieler.

## Leben
D’Orsi legte das Diplom in Rechtswissenschaften ab, etablierte sich aber binnen dreier Jahre als Schauspieler; er spielte in kleinen Laien-Revuetheatern und organisierte die universitäre Theaterszene. Bereits in diesen Jahren spielte er einige kleine Rollen in Kinofilmen. Von Vittorio Gassman wurde er für eine Rolle in dessen Bühnenproduktion von Richard III. engagiert. Ab 1962 arbeitete er extensiv beim Film und lieferte zwischen 10 und 15 Auftritte pro Jahr ab, in denen der dickliche, fast ausschließlich Komödien spielende Darsteller oft exzentrische, groteske Charaktere interpretierte. Von wenigen ernsten Charakterrollen (in Polizeifilmen beispielsweise) abgesehen, spielte er vor allem in Farcen (u. a. mehrmals mit Pippo Franco und Franco & Ciccio), wobei er trotz einer enorm wandelbaren Stimme einige Male synchronisiert wurde. Der mit 47 Jahren verstorbene Künstler war mit seiner Kollegin Milly Ristori verheiratet. Im Fernsehen sah man ihn neben seinem Engagement bei Carosello in diversen Werbespots.

## Filmografie (Auswahl)
- 1954: Ridere, ridere, ridere
- 1963: Stunden der Liebe (Le ore dell'amore)
- 1964: Der Donnerstag (Il giovedì)
- 1964: Frivole Spiele (Se permettete parliamo di donne)
- 1964: Verrückter Sommer (Frenesia dell’estate)
- 1965: Einmal zu wenig, einmal zu viel (I complessi)
- 1966: Der Dieb der Mona Lisa (On a volé la Jaconde)
- 1966: Drei Pistolen gegen Cesare (Tre pistole contro Cesare)
- 1966: I due figli di Ringo
- 1966: Laß die Finger von der Puppe (Per un pugno di canzoni)
- 1967: Ich tötete Rasputin (J’ai tué Raspoutine)
- 1967: Perry Grant (Perry Grant agente di ferro)
- 1968: Außergewöhnliche Geschichten (Histoires extraordinaires)
- 1968: I nipoti di Zorro
- 1968: Ohne viel von ihr zu wissen (Senza sapere niente di lei)
- 1969: Die Nackte und der Kardinal (Beatrice Cenci)
- 1970: Wie kommt ein so reizendes Mädchen zu diesem Gewerbe?
- 1971: Formel I und zwei Halunken (I due della formula 1 alla corsa più pazza del mondo)
- 1972: Beichtet Freunde, Halleluja kommt (Il West ti va stretto, amico… è arrivato Alleluja)
- 1973: Kennst Du das Land, wo blaue Bohnen blüh’n? (Lo chiamavano Tresette… giocava sempre col morto)
- 1973: Der Mann mit der Kugelpeitsche (Il mio nome è Shangai Joe)
- 1974: Dicke Luft in Sacramento (Di Tresette ce n'è uno, tutti gli altri son nessuno)
- 1975: Das größte Rindvieh weit und breit (Fantozzi)
- 1975: L'educanda